# DGH
dGH, denominado Grau Alemão (Deutsche Härte) ou grau de Dureza Geral e às vezes representado por (°dH), (GH) ou (DH), é uma unidade de medida que se baseia na quantidade de íons de cálcio (Ca2+) ou magnésio (Mg2+) dissolvidos em uma amostra de água, determinando o grau de dureza geral (ou total) da água, ou seja, a somatória da dureza temporária e permanente da água. Quanto maior a quantidade de íons, maior o grau dGH e mais dura será considerada a água.

## Comparação
A escala alemã dGH baseia-se em partes por milhão (ppm) de óxido de cálcio (CaO), sendo 1 dGH = 10 ppm de CaO. Frequentemente, porém, a dureza da água é descrita na literatura com base na quantidade de "ppm" de carbonato de cálcio CaCO3, também representada como mg/l de cálcio CaCO3. Sendo assim, vale considerar que 1 dGH vale aproximadamente 17,86 ppm de cálcio CaCO3.
Existem ainda outras medidas utilizadas em maior ou menor frequência para se descrever a dureza da água, dentre as quais o grau inglês, o francês ou o americano. A tabela abaixo mostra a relação entre algumas dessas unidades.
| Unidade      | Símbolo | Referência            | °dGH  | °e   | °TH  | ppm  | mmol/l |
| ------------ | ------- | --------------------- | ----- | ---- | ---- | ---- | ------ |
| Grau Alemão  | °dH     | 10 mg CaO/l           | 1     | 1,25 | 1,78 | 17,8 | 0,178  |
| Grau Inglês  | °e      | 1 grain CaCO3/gal(UK) | 0,79  | 1    | 1,43 | 14,3 | 0,143  |
| Grau Francês | °TH     | 10 mg CaCO3/l         | 0,56  | 0,70 | 1    | 10   | 0,1    |
| ppm CaCO3    | ppm     | 1 mg CaCO3/l          | 0,056 | 0,07 | 0,1  | 1    | 0,01   |
| mmol/l       | mmol/l  | 1 milimol/l           | 5,6   | 7,0  | 10   | 100  | 1      |

Embora não haja uma convenção formal, a título de praticidade, a água pode ser classificada quanto à dureza de acordo com a tabela seguinte.
| muito mole    | 0 a 70 ppm      | 0-4 dGH        |
| mole (branda) | 70-135 ppm      | 4-8 dGH        |
| média dureza  | 135-200 ppm     | 8-12 dGH       |
| dura          | 200-350 ppm     | 12-20 dGH      |
| muito dura    | mais de 350 ppm | mais de 20 dGH |